# الکساندر میروشنونکو
الکساندر میروشنونکو (روسی: Александр Викторович Мирошниченко؛ ۲۶ آوریل ۱۹۶۴ – ۱۹ مهٔ ۲۰۰۳) بوکسور اهل اتحاد جماهیر شوروی سوسیالیستی بود.